# Yola indica
Yola indica är en skalbaggsart som beskrevs av Olof Biström 1983. Yola indica ingår i släktet Yola och familjen dykare. Inga underarter finns listade i Catalogue of Life.